# Toblerone, Karaburma
Toblerone (srbsko Тоблероне/Toblerone) je poljudninaziv za stanovanjsko stavbo, ki stoji v vzhodnem delu srbske prestolnice Beograd, v mestni četrti Karaburmi. Nebotičnik stoji na naslovu Mije Kovačeviča 9. Tik njega je  Pravoslavno Bogoslovje in nogometni stadion OFK Beograd.

## Nenavaden nebotičnik

### Stanovanjski in razgledni stolp
Najvišja stavba na Karaburmi je torej stanovanjska stolpnica, ki bi jo smeli brez pretiravanja imenovati nebotičnik, saj precej presega Ljubljanskega in ima tudi štiri nadstropja več, torej sedemnajst. 
Zasnoval jo je stavbenik Sekerinski; začeta 1960 je bila dokončana leta 1963. Stojie na Mije Kovačevića 9 v bližini Pravoslavnega Bogoslovja, ki je del Beograjske univerze. To je vsekakor najpomembnejša točka Karaburme in morda celo cele Palilulske občine, saj se dviguje tik Pančevskega mostu, ki povezuje ožjo Srbijo z Vojvodino oziroma Banatom; obenem je njen vrh ena najlepših razglednih točk na širšem Beograjskem območju. Brutalizem je sicer za umetniški okus današnjih ljudi malce odbijajoč slog in ga komajda še kje srečamo. Kljub temu pa je bila v svojem času to imenitna stavba, kjer so stanovali akademiki - najodličnejši predavatelji Beograjske univerze; poleg tega je imela vsaka soba napeljan svoj telefon v času, ko so bili še izjemno redki; 1969 je imel Toblerone napeljanih in nameščenih kar 104 priključke, saj je bila ta stavba zamišljena kot imenitna stanovanjska stolpnica za beograjske vseučiliščne predavatelje in akademike. 
Celotna stavba je znotraj krožna, ima dve dvigali in trikotne terase.

### Med najgršimi in najsmešnejšimi beograjskimi stavbami
To nenavadno 17-nadstropno stolpnico je v novejšem času doletela »čast«, da so jo prišteli med »pet najgrših beograjskih stavb«.
Za marsikoga je to danes »grda stavba« - za nekatere celo »najgrša«; vendar je ta nebotična visokogradnja s šesterokotno osnovo v času svojega nastanka prejela izredno nagrado za odlično arhitektonsko oblikovanje. Statični izračun za postavitev v tem delu daleč najvišje armiranobetonske konstrukcije iz prenapetega betona je opravil inženir Romić, priznani avtor učbenika Betonske konstrukcije v dveh delih.
Nekateri pa to stavbo – zaradi res nenavadnega čokoladnega imena, ki pa je le eno od imen – prištevajo med »desetero najsmešnejših beograjskih stavb«. Naj bo grda ali smešna – moramo priznati, da je res iz več vidikov popolnoma izvirno avtorsko delo, ki še do danes ni našlo tekmeca.
Med rekordi, ki jih žanje, je uvrščena tudi med »desetero nenavadnih«; oziroma med »sedmero najbolj nenavadnih blograjskih stavb«.

### Ime
Domačini to nenavadno stolpnico pogostoma omenjajo kot Stolp Toblerone (Кула Тоблероне/Kula Toblerone), kar naj bi izhajalo iz trikotnih oblik, ki so vključene v zasnovo stolpa; ime je stavba dobila po priljubljeni švicarski čokoladi Toblerone, ki je zanjo značilno posebno izvirno oblikovanje - kakor je tudi sama zgradba nekaj res izvirnega in oglatega.
Stanovalci bližnjega študentskega doma Karaburma poleg Novega pokopališča (Ново гробље/Novo groblje) tej čudni stavbi pravijo tudi Kij (Буздован/Buzdovan) oziroma Kij Kraljeviča Marka (Буздован Краљевића Марка/Buzdovan Kraljevića Marka); manj znani ljubkovalni imeni sta še Profesorka in Jež - kar vse kaže na neizčrpno ljudsko domišljijo in tudi enkratno izvirnost tega nebotičnika.

### Toblerone 2
Obstaja pa v Beogradu še druga podobna stavba, ki jo imenujejo Toblerone 2; to pa zato, ker je precej podobna tistemu pravemu Tobleronu poleg Bogoslovja, Novega pokopališča in stadiona OFK na Karaburmi; vendar pa ima tudi ta stavba še drugo ljubkovalno ime, in jo nazivajo tudi Samski hotel (Самачки хотел/Samački hotel): prvo ime je po njeni obliki, drugo pa po njenem namenu. Ta stavba pa stoji v samem starem beograjskem središču – na Dorćolu.

### Ljubitelji surovske umetnosti
Neverjetno, kakšno zanimanje in občudovanje do brutalistične arhitekture na splošno - potem do posebne jugoslovanske smeri, ki še dobiva izreden poudarek v nemajhnem beograjskem deležu - kažejo naključni obiskovalci, popotniki in strokovnjaki ter ljubitelji gradbeništva, ki danes svoja zapažanja prek spleta posredujejo svojim sledilcem ali prijateljem; iz odzivov se vidi, da navdušeno pregledujejo njihova z izvirnimi fotkami opremljena temeljita poročila, v katerih dosega naš sporni Toblerone laskavo oceno.
| Toblerone * Karaburma Housing Tower Building | Toblerone * Stavba karaburmske stanovanjske stolpnice |
| --- | --- |
| This residential building looks like a Toblerone chocolate is a must to see for all the fans of brutalist architecture! It’s impressive to see how far the imagination of the architects could go and how funky structures were built from the concrete. I only wish to see how the flats with triangle shapes look like inside. | To stanovanjsko stavbo, ki izgleda kot čokolada Toblerone, si morate ogledati vsi ljubitelji surovskega stavbeništva! Presunljivo je videti, kako daleč je lahko segla domišljija stavbenikov in kako smešne proizvode so zgradili iz betona. Rad bi samo videl, kako izgledajo stanovanja s trikotnimi oblikami odznotraj. |

Sčasoma brutalistična umetnost postaja vedno bolj zanimiva. Eden od razlogov je tudi njeno počasno izginjanje. Pokazalo se je, da njena okostnica - železobeton - le ni tako trpežen in odporen na zunanje vplive, kot se je ob njegovi iznajdbi mislilo. Zato ne samo tovrstne umetnine - večkrat žal tudi »lepše« primerke klasicistične in druge vrste namesto drage obnove bolj poceni podrejo in zgradijo kako stavbo brez sloga, brez oken ali strehe. Tako beremo v odzivih na tu navedena poročila, da je znani Sava Center prišel v zasebne roke in da so ga začeli obnavljati kar na svojo roko. Aleksandar Vučić ni dal obnoviti, ampak kar podreti Hotel Jugoslavija, kjer naj bi nastala nova, steklena stavba v sklopu načrtovanega in deloma že uresničenega Beograda na vodi.
Ostaja pa je kljub nekaterim rušenjem ali korenitim obnoviteljskim posegom še vedno marsikaj tovrstne umetnosti nedotaknjene, izvirne in zanimive.
| Edificio Toblerone (Torre de Viviendas Karaburma) | Stavba Toblerone (stanovanjska stolpnica na Karaburmi) |
| --- | --- |
| La Torre de Viviendas Karaburma o el Edificio Toblerone este edificio residencial, que se asemeja al famoso chocolate Toblerone, es una interesante visita para los aficionados a la arquitectura brutalista. El Edificio Toblerone es un ejemplo fascinante de la creatividad arquitectónica y una muestra de cómo el estilo brutalista puede cautivar la atención. Si te encuentras en la zona, no dudes en admirar esta joya única y capturar su singularidad con tu cámara. | Stanovanjska stolpnica Karaburma ali stanovanjska stavba, ki spominja na znamenito čokolado Toblerone, pomeni zanimiv obisk za ljubitelje surovskega stavbarstva. Zgradba Toblerone je značilen primer stavbene ustvarjalnosti in kaže, kako lahko surovski slog pritegne pozornost. Če se boste našli kdaj v njeni bližini, se ne obotavljajte ter občudujte ta edinstveni dragulj in s svojim fotoaparatom ovekovečite njegovo posebnost. |